# 伪腐皮壳科
伪腐皮壳科为间座壳目的一科真菌。

## 下属分类
- Coryneum
- Murogenella
- 伪腐皮壳属 Pseudovalsa